# ニコライ・チェルカーソフ
ニコライ・コンスタンティノヴィチ・チェルカーソフ（ロシア語: Никола́й Константи́нович Черка́сов、1903年7月27日（ユリウス暦7月14日） - 1966年9月14日）は、ソビエト連邦の俳優である。ソ連人民芸術家であり、レーニン賞と5つのスターリン賞を受賞している。

## 人物
1903年7月27日、サンクトペテルブルク（後のレニングラード）で鉄道員の家庭に生まれた。1919年からマリインスキー劇場やН・ゴーリキー名称レニングラード・アカデミー・ボリショイ・ドラマ劇場などでパントマイマーとして出演し、1926年には舞台芸術専門学校を卒業した。
その後は1929年まではА・А・ブリャンツェフ名称青年劇場に、1931年まではレニングラード・ミュージックホール (ru) とモスクワ・ミュージックホールに、1933年まではレニングラードの巡業劇団「コメディー」«Комедия» に、そして1965年までは国立ドラマ劇場に所属していた。
1926年から1929年までは、自由劇場 «Свободный театр» で、人気の演目「パット、パターションとチャーリー・チャップリン」«Пат, Паташон и Чарли Чаплин» でピョートル・ベリョーゾフ «Пётр Берёзов» やボリス・チルコフと共演している。彼らとは後に1927年の「息子」«Мой сын» や1940年の「スクリーンの上のコンサート」«Концерте на экране» でも共演した。
1940年に共産党に入党し、1949年にソビエト平和防衛委員会に加入した。1948年からは全ロシア演劇協会レニングラード支部長を務めていた。第1次、第2次ロシア共和国最高会議の議員でもあり、1950年から1958年までは第3次、第4次ソビエト連邦最高会議の議員であった。
1966年9月14日に63歳で死去し、アレクサンドル・ネフスキー大修道院付属のチフヴィン墓地に葬られた。

## 受賞歴
| 受賞年        | 賞                                   | 備考 |
| ------------- | ------------------------------------ | --- |
| 1937年        | ロシア共和国功労芸術家               | |
| 1938年3月23日 | 労働赤旗勲章                         | 「ピョートル大帝」の第1部（アレクセイ・ペトロヴィチ役）に対して                                                                            |
| 1939年2月1日  | レーニン勲章                         | 「ピョートル大帝」と「アレクサンドル・ネフスキー」（アレクサンドル・ネフスキー役）と「1918年のレーニン」（マクシム・ゴーリキー役）に対して |
| 1939年3月11日 | ロシア共和国人民芸術家               | |
| 1941年        | スターリン賞1等                      | 「アレクサンドル・ネフスキー」に対して |
| 1946年        | スターリン賞1等                      | 「イワン雷帝」第1部（イヴァン4世役）に対して                                                                                               |
| 1947年2月26日 | ソ連人民芸術家                       | |
| 1950年        | スターリン賞3等                      | 「順風満帆！」«Счастливого плавания!» に対して                                                                                             |
| 1950年3月     | レーニン勲章                         | ソビエト映画30周年記念に際して |
| 1951年        | スターリン賞1等                      | 「ムソルグスキー」（ru、ウラディーミル・スターソフ役）に対して                                                                             |
| 1951年        | スターリン賞2等                      | 「アレクサンドル・ポポフ」（ru、アレクサンドル・ポポフ役）に対して                                                                         |
| 1958年        | ストラトフォード国際映画祭主演男優賞 | 「ドン・キホーテ」（ドン・キホーテ役）に対して                                                                                             |
| 1958年        | バンクーバー国際映画祭主演男優賞     | 「ドン・キホーテ」に対して |
| 1963年        | 労働赤旗勲章                         | 生誕60周年に際し、美術と演劇の発展への多大なる貢献を評して                                                                                 |
| 1964年        | 全連邦映画祭主演男優賞               | 「すべてが人に残されて」（ru、主人公役）に対して                                                                                           |
| 1964年        | レーニン賞                           | 「すべてが人に残されて」に対して |

## ギャラリー

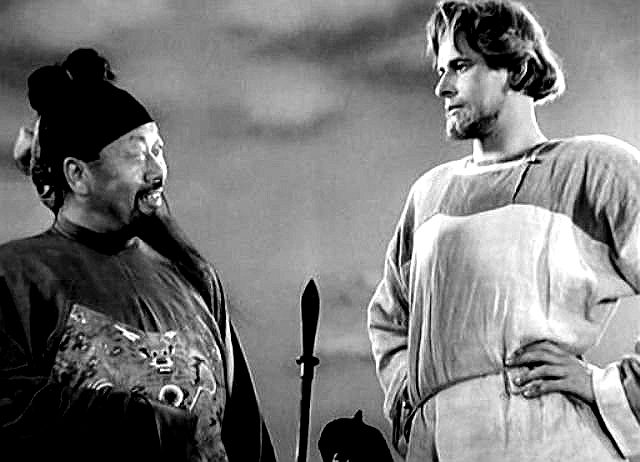
1938年、「アレクサンドル・ネフスキー」より（右側）
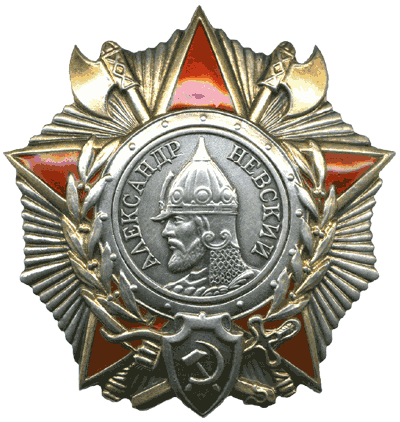
アレクサンドル・ネフスキー勲章（ロシア語版）。肖像のモデルはチェルカーソフ
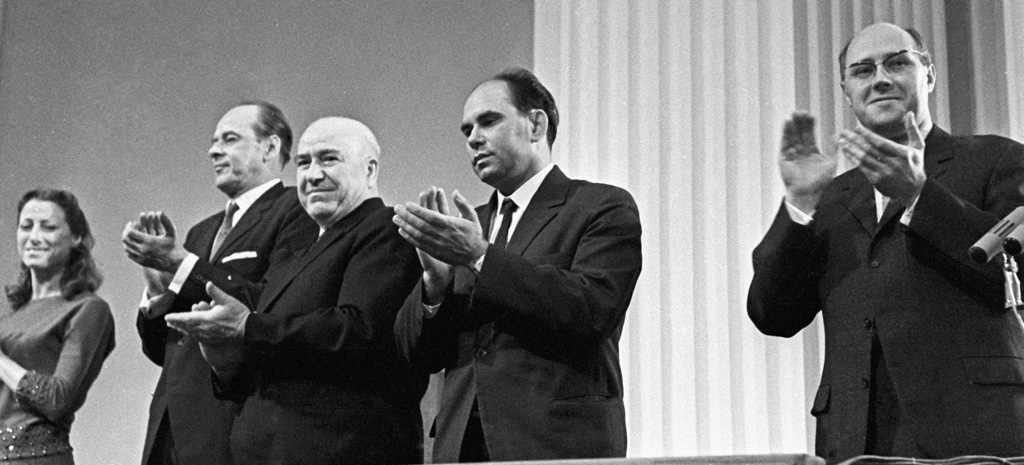
1964年、モスクワでのレーニン賞授賞式にて（左から2番目）